# 453
| 453                |
| ------------------ |
| Dødsfald - Fødsler |
|                    |

| Gregoriansk kalender | 453 CDLIII              |
| Ab urbe condita      | 1206                    |
| Armensk kalender     | I/T                     |
| Kinesiske kalender   | 3149 – 3150 壬辰 – 癸巳 |
| Etiopisk kalender    | 445 – 446               |
| Jødisk kalender      | 4213 – 4214             |
| Hindukalendere       |                         |
| - Vikram Samvat      | 508 – 509               |
| - Shaka Samvat       | 375 – 376               |
| - Kali Yuga          | 3554 – 3555             |
| Iransk kalender      | 169 BP – 168 BP         |
| Islamisk kalender    | 174 BH – 173 BH         |

Begivenheder
Født
Dødsfald
- Hunnerkongen Attila